# Kristin Richardson
Kristin Kay Willits, connue après son mariage comme Kristin Richardson (née le 4 août 1970 à Shawnee Mission dans le Kansas), est une actrice américaine. 

## Biographie
Kristin Willits est née le 4 août 1970 à Shawnee Mission dans le Kansas. Elle a fréquenté l'université du Kansas pendant un semestre avant de déménager à Oklahoma City University, où elle a obtenu un baccalauréat en Arts de la scène. Elle mesure 1,75 m.
En 1999, elle était l'une des danseuses de Cher lors du Do You Believe Tour et dans le clip vidéo Believe.
Elle est mariée depuis le 17 juin 2000 à Kevin Richardson, membre des Backstreet Boys. Ils ont deux fils : Mason Frey et Maxwell Haze Richardson.

## Filmographie
- 2002 Charmed : Darla
- 2003 Mon oncle Charlie : Tiffany
- 2004 Lost, les disparus :  Jessica
- 2005 Supernatural : Jenny
- 2005 Les Experts : Eva
- 2005 Joey : Edie
- 2005 Cold Case: affaires classées : Angie Parrington
- 2006 Close to Home : DeeDee Bass
- 2006 Out of Practice : Trisha
- 2007 Les Experts : Miami : Kate Lambert
- 2008 FBI: portés disparus : Chelsea Keyes
- 2008 Esprits criminels : Yvonne Ashford
- 2009 Numb3rs : Roxie Ray
- 2009 Les Experts : Manhattan : Sarah Hanse
- 2010 The Defenders : Jen